# Behandlingsformer inom svensk psykiatri
Behandlingsformer inom svensk psykiatri har varierat över tid, och har influerats av många olika skolor. Svensk psykiatrisk vård dominerades vid tiden före och under medeltiden framförallt av humoralpatologins sjukdomsuppfattningar och dess rekommenderade behandlingsmetoder. Även om det humoralpatologiska tänkandet kom att upphöra under 1600-talet så förblev behandlingsformerna inom svensk psykiatrisk vård desamma långt in på 1800-talet, med undantag för ett antal nya influenser från utlandet och för enstaka mer experimentella metoder. Religionen hade länge ett stort inflytande på den allmänna uppfattningen om psykiatriska sjukdomar och deras uppkomst. De religiösa och humoralpatologiskt inspirerade behandlingsformerna kom under 1800-talets slut att överges för Ivan Pavlovs idéer om klassisk betingning och för Sigmund Freuds psykoanalys.

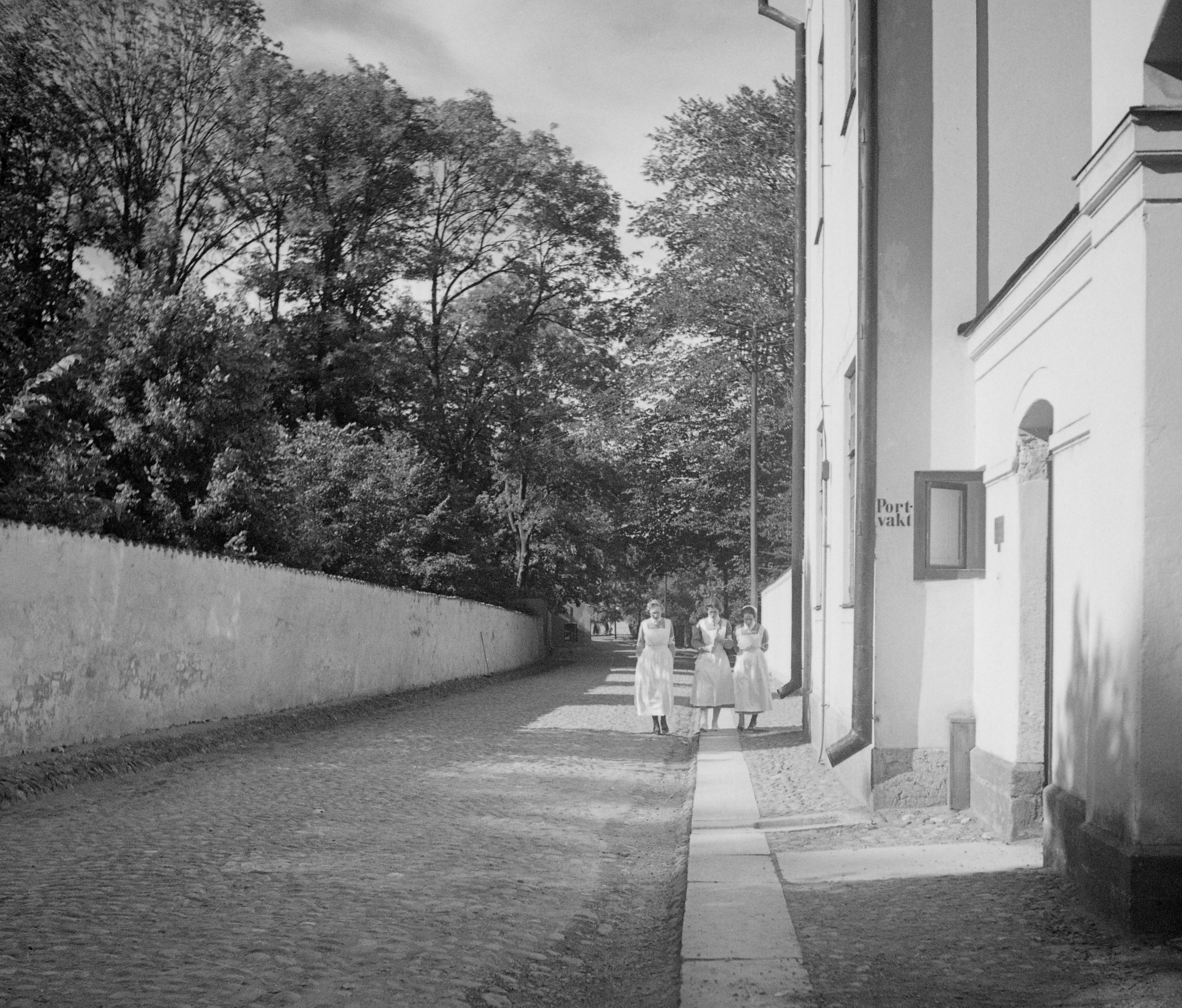
Vadstena hospital

Under medeltiden låg det främsta ansvaret för psykiatrisk vård och behandling hos kyrkan, klostren, helgeandshusen och hos enstaka hospital. Detta ansvar övertogs sedan av de centralhospital som inrättades i Sverige under 1800-talet.

## Medeltid
I Sverige bedrevs ingen organiserad behandling av sinnessjuka under medeltiden då de fåtal hospital som existerade främst var avsedda för patienter med spetälska. I takt med att medeltiden gick mot sitt slut minskade dock antalet fall av spetälska dramatiskt. Detta innebar att platser lämnades tomma på hospitalen, platser som Gustav Vasa såg till att fylla med andra patienter, däribland de sinnessjuka.

### Religiös behandling
Fram till Gustav Vasas maktövertagande var det den romersk katolska kyrkan som hade det största ansvaret för all form av sjukvård i samhället. Detta innebar att under medeltiden utgjordes de främsta av samhällets botgörare av prästerskapet och av klosterordnarna, vars behandlingar ofta hade religiösa inslag. Behandlingarna riktade ofta in sig på olika former av själavård och moralisk behandling då man ofta ansåg patientens tillstånd vara ett resultat av begångna synder eller av icke världsliga krafter. De religiösa behandlingarna kunde variera i sitt utförande. En enklare form av religiös behandling kunde vara att be tillsammans med en präst, eller åkallandet av ett helgon för beskydd. Sveriges nationalhelgon Sankt Erik var ett särskilt populärt helgon att tillbe vid behandling omkring sekelskiftet 1200-1300. Om en mer avancerad behandling ansågs behövas kunde denna bestå av utdrivning av onda krafter med hjälp av exorcism, då användandes av fastbindning, häxdoktorer och krucifix.
Även innan kristnandet av Sverige var religiösa behandlingar av sinnessjuka vanligt förekommande. I vikingatidens samhällen ansågs sinnessjukdom ofta vara ett straff från gudarna eller en form av förtrollning som kunde brytas genom en “mot-trolldom”. En sådan “mot-trolldom” kunde bestå av trollformler, läkande inskriptioner på stenar eller olika helande sånger.

### Humoralpatologiska botemedel
Under medeltiden troddes många av orsakerna till mental ohälsa ha humoralpatologiska orsaker. Inom humoralpatologin (hämtad från antikens Grekland) var kroppens fyra kardinalvätskor (blod, gul galla, svart galla och slem) grunden till all sjukdom och hälsa. Människan ansågs må som bäst när kardinalvätskorna var i balans med varandra, och sjukdom (såväl fysisk som mental) förklarades med en obalans mellan kardinalvätskorna. Denna syn på mänsklig biologi och sjukdomsorsaker slutade tillämpas på 1600-talet men de behandlingsmetoder som användes mot sinnessjukdomar förblev inspirerade av humoralpatologin långt in på 1800-talet. Vanliga behandlingsmetoder inom humoralpatologin (såväl på medeltiden som senare under 1800-talet) var åderlåtning, slemlösande medel, svettdrivande medel, laxeringsmedel och kräkmedel, som alla troddes kunna reglera kroppens mängd av kardinalvätskor med hjälp av de utsöndringar de frammanade.
Under medeltiden förekom också en tro på att olika psykiska besvär kunde härledas till olika kroppsdelar. "Galenskap" ansågs kunna lokaliseras till magen eller till blodet, där rubbningar av dessa kroppsliga funktioner troddes kunna utlösa det förryckta tillståndet. Enligt dåtidens medicinkunniga skulle det gå att bota patienten genom en så kallad motretning, det vill säga genom yttre påverkning av ett annat organ. Detta genomfördes bland annat med hjälp av hudretande medel som till exempel senapsdeg.
Även kroppstemperaturen troddes kunna påverka människans mentala tillstånd. “Raseri” ansågs kunna bero på ett överskott av blod i huvudet och att temperaturen i hjärnan blivit för hög. Fallandesjuka (epilepsi) ansågs vara orsakat av nedkylda senor och ådror som förhindrade den sjukes rörelsemöjligheter. Åderlåtning ansågs vara den mest effektiva metoden för reglering av kroppstemperatur. Ibland kunde även isolering eller specifik kosthållning rekommenderas som medel för att förbättra patientens mentala tillstånd.

### Naturliga botemedel
I många medeltida medicinböcker omnämns botemedel från naturen som ansågs ha positiv påverkan på sinnessjukdom. Bland de mer vanligt förekommande var vallmofrö, belladonna, fingerborgsblommor, galla från hare, opium och kamfer. De medeltida medicinkurerna var till största del grundade på folklig läkekonst vars anor sträcker sig långt bak i tiden. Vid val av botemedel tillämpades också ofta signaturlära och ett tänk om att “lika botar lika”. Det vill säga att till exempel leverformade blad troddes kunna hjälpa mot leversjukdomar och bärnsten troddes kunna hjälpa mot gulsot. På samma vis troddes konsumtion av järnfilspån kunna stärka en människa både fysiskt och psykiskt.

### Andra former av behandling
Även en del experimentella idéer om botemedel och behandling förekom i det medeltida Sverige. Olaus Magnus föreslår i sin bok Historia om de nordiska folken att bland annat epilepsi skall kunna botas genom att ge den sjuke en kluven yttre älgklöv från djurets högra bakben. Det betonas även att det var viktigt att klöven skulle ha kluvits med yxa och efter mitten av augusti. Ärkebiskop Olaus Martini var en annan framstående person som under medeltiden lade fram en kur mot epilepsi. Denna bestod av två olika vätskeblandningar, den ena av vin och lammblod, och den andra av björngalla och vatten.
Många av medeltidens medicinböcker byggde på den danske prästen och läkaren Henrik Harpestrengs verk. Enligt Harpestreng var det främst huvudet som skulle behandlas vid sinnessjukdom. En av Harpestreng behandlingar innefattade rakning av patientens huvud, följt av en insmörjning med salt och ättika. Därefter skulle en hundvalp eller kattunge klyvas längst ryggraden, tömmas på inälvor, för att sedan bindas kring patientens insmorda huvud medan kroppen ännu var varm. Mer vanligt förekommande botemedel tillämpade av Harpestreng var åderlåtning, ädelstenar och sömnmedel.
Enligt Benedictus Olai, den förste svensk att erhålla en akademisk läkarutbildning, skulle behandling av sinnessjukdom vara tydligt upplagd på två fronter, en kroppslig och en psykosocial. Olai argumenterade för känslolivets påverkan på patienters hälsa och föreslog att till exempel en uppmuntrande och glad omgivning kunde vara till hjälp för att bota melankoliska patienter. Olai ansåg också att sorg och bedrövelse kunde botas genom att föra in vackra individer av det motsatta könet till patienten.
En annan vanlig behandlingsmetod mot sinnessjukdom under medeltiden var hungerkurer, en metod mot sinnesrubbning som tillämpats sedan antiken. Hungerkurer gick ut på att undvika att ge patienten tillräckligt med mat, så att denne skulle inta hungertillstånd och därefter återgå till sina sinnens fulla bruk. Under medeltiden gjordes även försök att driva ut sinnessjukdomar med magneter. Om en patient ansågs vara obotlig tillämpades ofta inspärrning på helgeandshusen med hjälp av avbalkningar eller dårkistor.

## Modern tid
Några organiserade former av psykiatrisk behandling existerade inte i Sverige fram till år 1823, då Sveriges riksdag tog beslutet om etablerandet av de första behandlingshemmen för psykisk ohälsa. Vid denna tidpunkt var psykiatrin fortfarande en ung vetenskap, inom vilken flera olika teoretiska skolor låg i konflikt med varandra gällande vilka förklaringar till patienternas besvär som var korrekta. Däremot rådde det till stor del konsensus över vilka slags behandlingsmetoder som borde användas. Metoderna som användes var till allra största del influerade av utlandet. Det var dock långt ifrån alla patienter som fick genomgå någon form av behandling då många klassades som obotliga fall. För dessa fungerade behandlingshemmen mer som en anstalt.  Metoderna baserade på medeltidens tänk om motretningar, humoralpatologi och religiös behandling kom under 1800-talets slut att överges för Ivan Pavlovs teorier om klassisk betingning och för Sigmund Freuds psykoanalys.

### Isolering
Många framstående personer inom den tidiga psykiatrin hävdade att patienterna borde isoleras från den miljö som varit dem till skada. Detta då man ansåg att många sinnessjukdomar hade sina främsta orsaker i nedärvda vanor eller i vistelse i osunda miljöer. Därför såg man till, från det sena 1700-talet och framåt, att isolera de sinnessjuka från samhället med motiveringen att de skulle undvika umgänge med "enfaldigt eller löst folk". De sinnessjukas isolering från det övriga samhället motiverades också ofta av lokalsamhällets behov av skydd, då våldsamhet och destruktivitet ofta var anledningar till att en patient blev intagen. De avlägset belägna hospitalen kunde därför ses som en behandlings- och samhällsmässig nödvändighet. Det ansågs också viktigt att alla utomstående, som inte hade särskilt tillstånd, skulle hållas borta från anstalterna för att inte påminna internerna om de förhållanden som förorsakat deras sinnestillstånd. Ändå förekom det, bland annat på Danvikens hospital i Stockholm, att utomstående läts vandra omkring i salarna och se på de sinnessjuka som inhystes i mörka celler. Just på Danvikens hospital kom dock isoleringen att bli till ett problem då det ledde till att många patienter avled i skörbjugg. Även på andra håll kom isoleringen att orsaka problem, bland annat i Nyköping, där inhysande av de sinnessjuka i burar kom att leda till en väldigt låg standard av hygien.
Övervakad isolering kom att bli en viktig del av den tidiga svenska sinnessjukvården, med främsta syfte att få patienterna att leva regelbundna liv. Den strikta övervakningen och kontrollen ansågs nödvändig då många av patienterna ofta inte vistades frivilligt i hospitalen utan hade blivit intagna efter uppgifter om sinnesförvirring eller attitydförändringar, på uppgifter från lokalsamhället eller från den lokala prästen. Därför byggdes ofta hospitalen i fängelsestuk, med galler för fönstren (dessa började tas bort först i början av 1900-talet) och med höga plank runt promenadgårdarna. Under 1800-talets mitt var det också vanligt med en biologisk sjukdomsuppfattning inom psykiatrin, det vill säga att många patienter ansågs vara obotliga på grund av sjukliga arvsanlag eller på grund av patologiska orsaker. De obotliga patienterna skrevs sällan ut från hospitalen om de ej ansågs vara ofarliga för allmänheten (i så fall överläts ansvaret för patienterna till fattigvården) och isolerades i allmänhet även från de andra patienterna. En av förespråkarna för de strikt övervakade hospitalen var den brittiske filosofen Jeremy Bentham som lade fram teorier om hur ett litet antal anställda skulle kunna ge de intagna en känsla av konstant kontroll och övervakning. Detta skulle ske genom konstruerandet av en slags cirkulära fängelsebyggnader som han kallade Panoptikon. De svenska hospitalen kom dock aldrig att byggas i sådan stil, även om sådana idéer cirkulerade.
Isolering var på många av hospitalen en accepterad och integrerad del av behandlingen av diverse beteenden. På Vadstena hospital användes inlåsning i ett mörkt rum, i kombination med kylande medel och en daglig dos ättika, för att behandla “raseri”. Även på Danvikens hospital och Konradsbergs hospital ansågs isolering i ett tyst och mörkt rum vara effektiva medel för att dämpa oro och raseri. I Växjö tillämpades mörka, reglade skåp istället för isoleringsceller, och i Göteborg och Västerås kombinerades isolering ofta med tvångströjor, bojor, kallduschar, laxermedel och svältkurer för att åstadkomma en fulländad behandling.

### Moralisk behandling
På de tidiga svenska hospitalen lades ofta fokus för den moraliska behandlingen på uppfostran och återuppfostran. Detta då man länge hade en utbredd moralisk sjukdomsuppfattning och ansåg att de sjukas sinnestillstånd i första hand hade orsakats av en dålig uppfostran och av ett oregelbundet levnadssätt. Målet med behandlingen var att omvandla de sjuka till goda medborgare och att genom den sociala fostran möjliggöra ett framgångsrikt återvändande till samhället. Det främsta ansvaret låg hos läkaren vars uppgift det var att föra över, vad som ansågs vara, goda värderingar och normer till patienten, för att få denne att tillfriskna. Det ansågs också viktigt att patienterna gjorde de inlärda värderingarna och attityderna till sina egna, och att de inte agerade därefter enbart på grund av påbud eller förbud. Den “moraliska ordning” som krävdes för en lyckad behandling ansågs enbart kunna uppnås på hospitalen. Detta, i kombination med den moraliska sjukdomsuppfattningen, ledde till att många patienter blev intagna till hospitalen för sjukdomsorsaker såsom omoraliska vanor, oanständigt beteende, lösaktigt levnadssätt, uppstudsighet, olydnad, onani, egenkärlek, nervös kroppsbyggnad, religiöst svärmeri, religiöst högmod, fåfänga, syfilis, olust för arbete, alkoholberoende och icke ordentligt tal.
Religionen hade vid tiden ett starkt inflytande på den moraliska behandlingen, även om detta kritiserades av framstående personer inom svensk psykiatri. Bland annat så skall Wilhelm Öhrström, stadsläkare på Vadstena hospital, ha beskrivit religionen som effektiv enbart på periodvis vansinniga patienter med en redan grundad tro. Den främsta inspirationskällan för de svenska hospitalens uppmuntrande av individuell utveckling var dock upplysningens idéer, och allra främst Jean-Jacques Rousseau och boken Emile eller om uppfostran.
På de svenska hospitalen betonades också värdet av lydnad, renlighet och ordning, vilket alla var viktiga inslag i vardagsrutinerna på hospitalen. Patienterna uppmuntrades till socialt umgänge och placerades i så kallade kamratgrupper, enligt mönster hämtade från den tyska anstalten Sonnenstein.  Detta gjordes för att träna upp patienternas sociala förmågor, då man i allmänhet ansåg att en socialt fungerande människa också var en lycklig människa.

### Hudbehandlingar
Många av de botemedel som användes på de svenska centralhospitalen var hämtade från den medeltida tillämpningen av naturliga läkemedel och inspirerat av dåtidens humoralpatologiska sjukdomsuppfattning. Ett koncept som kom att spinnas vidare på mycket var hudretningarna, som flitigt användes inom tidig svensk psykiatri. På Vadstena hospital under ledning av Georg Engström kom flera olika hudretande medel att användas. I allmänhet utnyttjades tre typer av hudretande medel: suppurerande medel (som framkallade varbildning), vesicatorier (som framkallade blåsor) samt mildare hudretande medel (som framkallade hudrodnad eller utslag).
Bland de mest flitigt använda medlen var Antimonalsalvan, som framställdes genom blandning av kräksalt och svinfett. Den grötliknande salvan orsakade stora varblåsor vid applicering och skall ha gett upphov till väldiga smärtor. Antimonalsalvan applicerades ofta på patientens skalp efter det att håret hade rakats av, men kunde även gnidas in på rygg och mage. Senapsdegen, vars tillämpning till stor del hämtats från medeltidens medicinböcker, användes också i stor utsträckning. Degen framställdes genom att blanda mjöl, riven pepparrot, svartsenap och ättika. Senapsdegen fungerade som en av de lättare formerna av retande medel. Det rekommenderades att degen inte skulle sitta så pass länge på huden att blåsor uppstod, utan skulle istället avlägsnas efter några timmar när huden blivit irriterad och röd. För att undvika sår tvättades patientens hud med varm mjölk efter behandlingen. Om ej senapsdeg fanns till hands förekom det att patienter piskades med nässlor för att åstadkomma en liknande hudreaktion.
Även mer fysiska behandlingsmetoder tillämpades för att på olika vis framkalla hudreaktioner. Av dessa metoder var “hank och moxa” populära. Hank utfördes genom att en bred platt nål (med en repstump fäst i änden) stacks genom ett upplyft hudveck i patientens skalp. Nålen fördes sedan fram och tillbaka regelbundet i upp till ett halvår för att förhindra läkning av såret och för att hålla fontanellen i skallen öppen. Moxa bestod av små cylinderformade klumpar av trä som appliceras på huden och som sedan antändes. På detta vis framkallades små men samtidigt djupa sår. Moxa var en behandlingsmetod som rekommenderades starkt inom gammal kinesisk medicin.
Även mer udda metoder för hudretning tillämpades av psykiatern  Georg Engström vid Vadstena hospital. Vid ett par tillfällen såg Engström till att placera sina patienter i en säck fylld med myror.

### Läkemedelsbehandlingar
Under 1700-talet uppstod teorier om hur vissa typer av kemiska ämnen skulle kunna ha positiv effekt på diverse psykiska sjukdomar. Dessa ämnen kunde kategoriseras i fyra grupper: laxerande medel, kräkmedel, lugnande medel och stimulerande medel. Läkemedelsbehandlingar som disciplin implementerades parallellt med andra typer av behandlingar och byggde till en början på tanken att läkarens ansvar var att läka kroppen, men att läkaren inte hade något med det själsliga tillståndet att göra. Grundidén bakom läkemedlens användning var att bota eventuella kroppsliga komplikationer som uppstått av det själsliga tillståndet, även om de medel som användes ofta var inspirerade av humoralpatologiska traditioner.
Av de läkemedelsbehandlingar som användes på de svenska hospitalen var kurerna som involverade laxerande medel de absolut vanligaste. Under 1800-talet var det mer regel än undantag att patienterna någon gång under tiden på hospitalen fick laxermedel, antingen vid enstaka tillfällen eller regelbundet. Ofta förekom så kallade månadsrensningar, där destruktiva vätskor tömdes utifrån humoralpatologisk modell.  Det var inte ovanligt att vakter och sjuksköterskor fick i uppgift att ge läkaren regelbundna rapporter över patienternas utsöndringar och över resultaten av patienternas toalettbesök. Anledningen till den utbredda användningen av laxerande medel var att man vid tiden levde i tron att många psykosomatiska besvär berodde på förstoppning. Enligt de humoralpatologiska teorier som överlevt sedan medeltiden var det också ofta en förhöjd mängd av slem i kroppen som ansågs orsaka sjukdom. Slemmet troddes avgå mest effektivt vid användning av just laxerande medel. Det laxerande medel som användes i störst utsträckning var rabarberroten, som kunde serveras antingen i pulverform, som droppar, eller i form av vin. Andra vanliga laxeringsmedel var Jalapparot (importerad från Mexiko), och de inom humoralpatologin flitigt använda Sennabladen.
Dosering av kräkmedel och äckelframkallande medel förekom också på de svenska centralhospitalen. Vanligast av de kräkmedel som fanns att tillgå var kräksaltet, som ofta serverades i utspädd form som så kallat kräkvin. Bland uppsättningen av kräksalter fanns “tartarus antimonialis”, som ansågs ha en direkt påverkan på patienternas psykiska funktioner. Ett annat kräkmedel som användes var vit prustrot, med anor från antiken, och som enligt rykte skulle ha god effekt på återhämtningen från flera olika sjukdomar.
Av de lugnande medlen var bolmörtsextrakt populärt. Vid tiden ansågs den giftiga blommans koncentrat ha lugnande, krampstillande och smärtlindrande effekter. Allra vanligast som lugnande medel var bromkalium, som dagligen gavs i doser på fem gram till patienter på hospital i Stockholm, Uppsala, Göteborg, Växjö och Lund. Även opium och kloralhydrat kunde användas för dess lugnande effekter.
Av de stimulerande medel som användes var den omtalade kinabarken (Cinchona) bland de mest använda. Kinabarken var ett vanligt, om än dyrt, behandlingsmedel vars popularitet kunde tillskrivas dess feberdämpande effekt. Ett annat beryktat ämne var djävulsträck (Asafoetida), vars äckliga lukt gav upphov till dess namn. Djävulsträck ansågs ha många användningsområden. Bland annat troddes det kunna lösa upp kramp vid epilepsianfall och hysteri, samt fungera som botemedel mot kikhosta eller väderkolik. Ämnet ansågs också vara stimulerande, slemlösande och urindrivande. Andra ämnen som föll in i den stimulerande kategorin var Hoffmans droppar (en blandning av eter och alkohol som ansågs upplivande, krampstillande och smärtlindrande), kamferdroppar, Bangs nervdroppar, kalmusrot och pomeransblomma.
Även en del ämnen med narkotisk verkan kom att användas vid de svenska hospitalen. Bland dessa var Belladonnan populär, och ansågs ha en direkt psykisk effekt på patienten i och med att pupillerna vidgades vid konsumtion av växten. I viss utsträckning användes även opium, då för en stimulerande eller lugnande effekt. Enligt Wilhelm Öhrström vid  Vadstena hospital skulle opium användas som botemedel i begynnelsestadiet av alla sjukdomar.
Även en del toxiska ämnen användes. Ett av dessa var extrakt av skelört, som i mindre doser hade urindrivande och laxerande effekt, men som i större mängd kunde vara dödligt. Det mest populära av de toxiska supplementen var kvicksilverpreparatet Calomel, som ansågs kunna fungera som botemedel mot allehanda sjukdomar. Även arsenik kom att användas i viss utsträckning, främst på melankoliska patienter. Antimon (vars effekter på kroppen liknade de av arsenik) och borsyra användes också. Dessa ämnen troddes ha lindrande verkan på hysteri och hypokondri. Andra populära supplement var fosfor och fosforsyra, som ansågs ha många användningsområden. Dessa ämnen användes ofta på maniska och epileptiska patienter, samt på sjukdomsfall som man ansåg härstammade från underlivet.

### Bestraffning och tvångsmedel
På de svenska hospitalen förekom ofta olika former av bestraffning vid brott mot uppsatta ordningsregler. Ett regelbrott kunde få konsekvenser som till exempel indragen middag eller indraget tillstånd att promenera utanför anläggningen. Under 1800-talet var det inte heller ovanligt att kroppslig aga användes för att bestraffa olydiga patienter.
Olika former av tvångsmedel användes vanligen som bestraffning, om än inte i en överdrivet stor utsträckning. Av de tvångsmedel som användes vid de svenska hospitalen var tvångströjan den vanligaste. Patienter kläddes ofta i tvångströjor i samband med raserianfall, men även i samband med annan behandling för att till exempel undvika att hudretande medel kliades bort. Tvångströjan ansågs också vara ett effektivt medel för att omöjliggöra onani. Även så kallade tvångsstolar användes vid de svenska hospitalen. Dessa liknade karmstolar och var utrustade med läderremmar för fastspänning av armar och ben. Av de använda tvångsmedlen ansågs tvångströjan, tvångsstolen, fastspänning i sängen och fastspänning med kedjor vara bland de lindrigare. Till lindriga bestraffningsmedel räknades också mörkerisolering och matransonering. Läkarna vid hospitalen ombads i allmänhet att välja mildare former av bestraffning och att inte “överskrida humanitetens gränser”. Andra tvångsmedel som regelbundet implementerades i behandlingen var överraskningsbad (att låta patienten falla i kallt vatten genom en fallucka), störtbad, ekorrhjul och svängsäng. En del svårare straff tillämpades också, till exempel på Danvikens hospital i Stockholm där fastspänning i en svängmaskin av engelsk “Cox-modell” skall ha använts som bestraffningsmedel. Svängmaskinen skall ha kunnat svänga upp till 120 gånger i minuten och skall ha framkallat illamående följt av kräkning, blödningar i ögonen och slutligen medvetslöshet.
Det fanns dock de som förespråkade att tvångsmedel inte skulle användas som bestraffning, utan istället för att hjälpa patienterna. En av dessa var Wilhelm Öhrström, som bland annat föreslog att även förlamade patienter skulle kläs i tvångströjor för att förhindra dessa från att riva upp sina liggsår. Öhrström föreslog också tvångsmatning av matvägrande patienter för att dessa inte skulle svälta ihjäl.

### Vattenbehandlingar
Dusch och bad var bland de behandlingar som användes i störst utsträckning vid de svenska hospitalen. Ett ljummet bad följt av en kall dusch var ofta den första typ av behandling som de intagna fick genomgå när de anlänt till hospitalet. Duschning i kallt vatten var även en central del av de månadslånga provkurer som vissa patienter fick genomgå inför en potentiell intagning till hospitalet. Dessa bestod ofta av att patientens huvud renrakades och regelbundet duschades i kallt vatten, kombinerat med fotbad, hank, svältkur och konsumtion av laxerande medel. Även patienter som redan vistades vid hospitalen genomgick dusch och bad på daglig basis. Detta hade som syfte att dämpa känslor av våldsamhet och oro eller att motverka slöhet och apati. Behandlingens välgörande effekter ansågs bero på en omfördelning av kyla och värme mellan kroppsdelarna. Kall duschning kom även att kombineras med tvångströja som en form av bestraffningsmetod för oönskat beteende. Även andra former av vattenbehandlingar förekom, av dessa var fotbad, saltbad och bad i olika hudretande vätskor vanliga.

### Andra former av behandling
Det finns även dokumentation om att en del mer udda och experimentella behandlingsmetoder ska ha använts på vid ett fåtal tillfällen. Bland annat testades användningen av svängstolar vid Vadstena hospital, på rekommendation av flera framstående utländska läkare. Svängstolarna hade höga ryggstöd, gott om fastspänninganordningar, och var monterade i hållbara järnramar. För att behandlingen skulle uppnå största möjliga effekt instruerades det att den fastspända patientens huvud skulle befinna sig mellan åttio och femtio centimeter från anordningens rotationspunkt. Svängstolens centrifugerande effekt på patienten ansågs kunna framkalla en välgörande svindel och välgörande kräkningar. På de svenska hospitalen fanns också utrustning för att placera patienternas sängar i slänggungor. I detta fall var det de häftiga skakningarna av patienten som troddes ha en välgörande effekt. Även en elektrisk stol användes vid ett fåtal tillfällen. Detta ansågs dock vara en ineffektiv metod vars användning upphörde tidigt. En något udda metod som dock fick fäste och som användes i större utsträckning var injicering av den veneriska sjukdomen skabb.
Carl von Linné hade under 1700-talet sina egna teorier om diverse sinnessjukdomar. Bland annat ansåg han att orsaken bakom hysteri hos kvinnor var livmodern och att det var dit som behandlingen skulle riktas. Mani och ursinne ansåg Linné vara svårbotat, men patienterna kunde förbättras genom skrämselmetoder eller genom kastrering.
Att placera olika sorters djur på olika kroppsdelar ansågs under 1700-talet kunna hjälpa mot utbrott av flera sjukdomar. Bland annat testade man att placera blodiglar i tinningarna, bakom öronen och runt halsen för att försöka förhindra epileptiska anfall hos patienter. På samma vis skulle spanska flugor placeras kring en patients vader för att avvärja sjukdomsutbrott av mani.
Under 1700- och 1800-talet ansågs vatten från hälsobrunnar ha en välgörande verkan på sinnessjukdomar.